# Österreichischer Filmpreis 2011

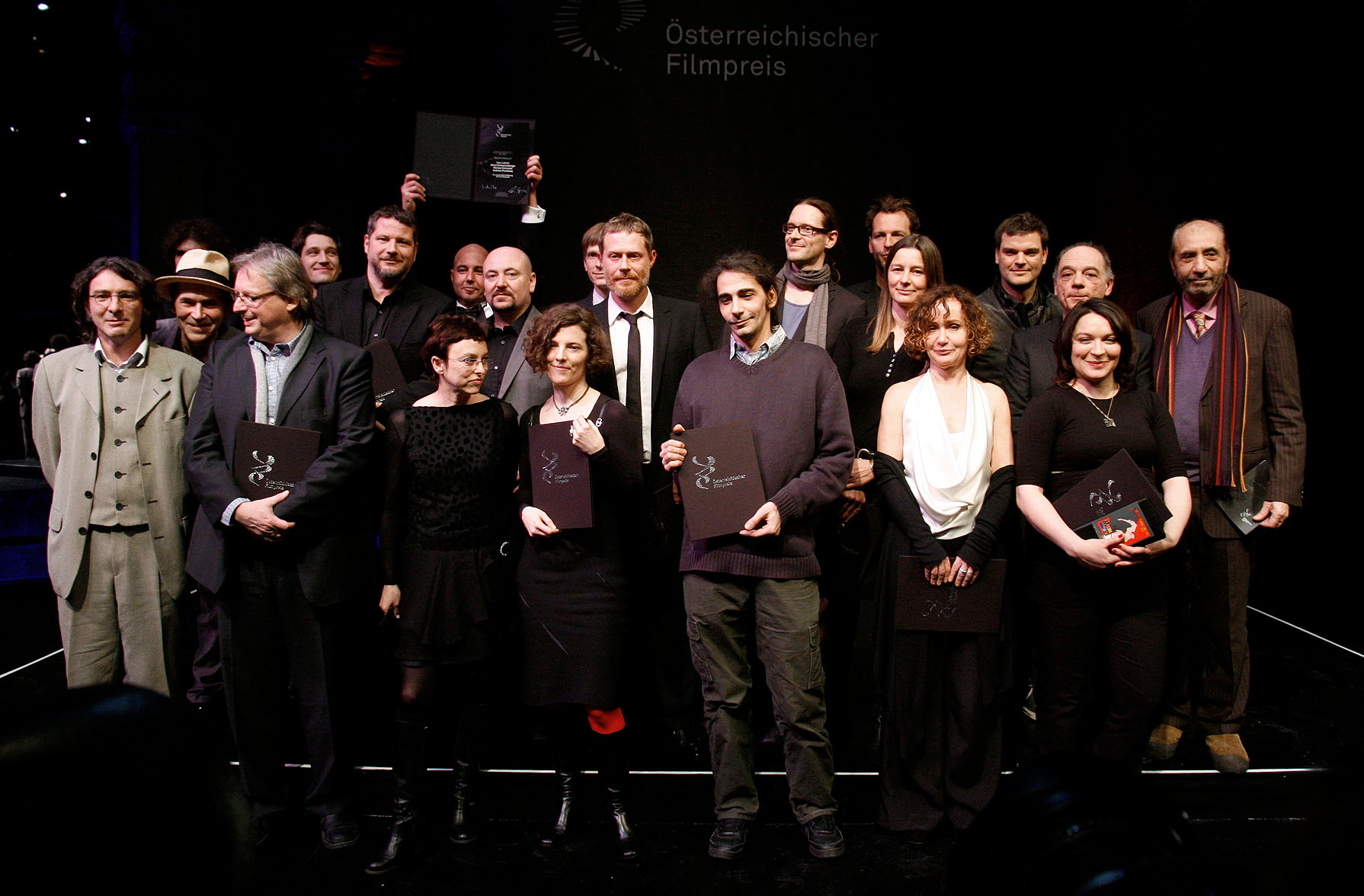
Die Preisträger 2011

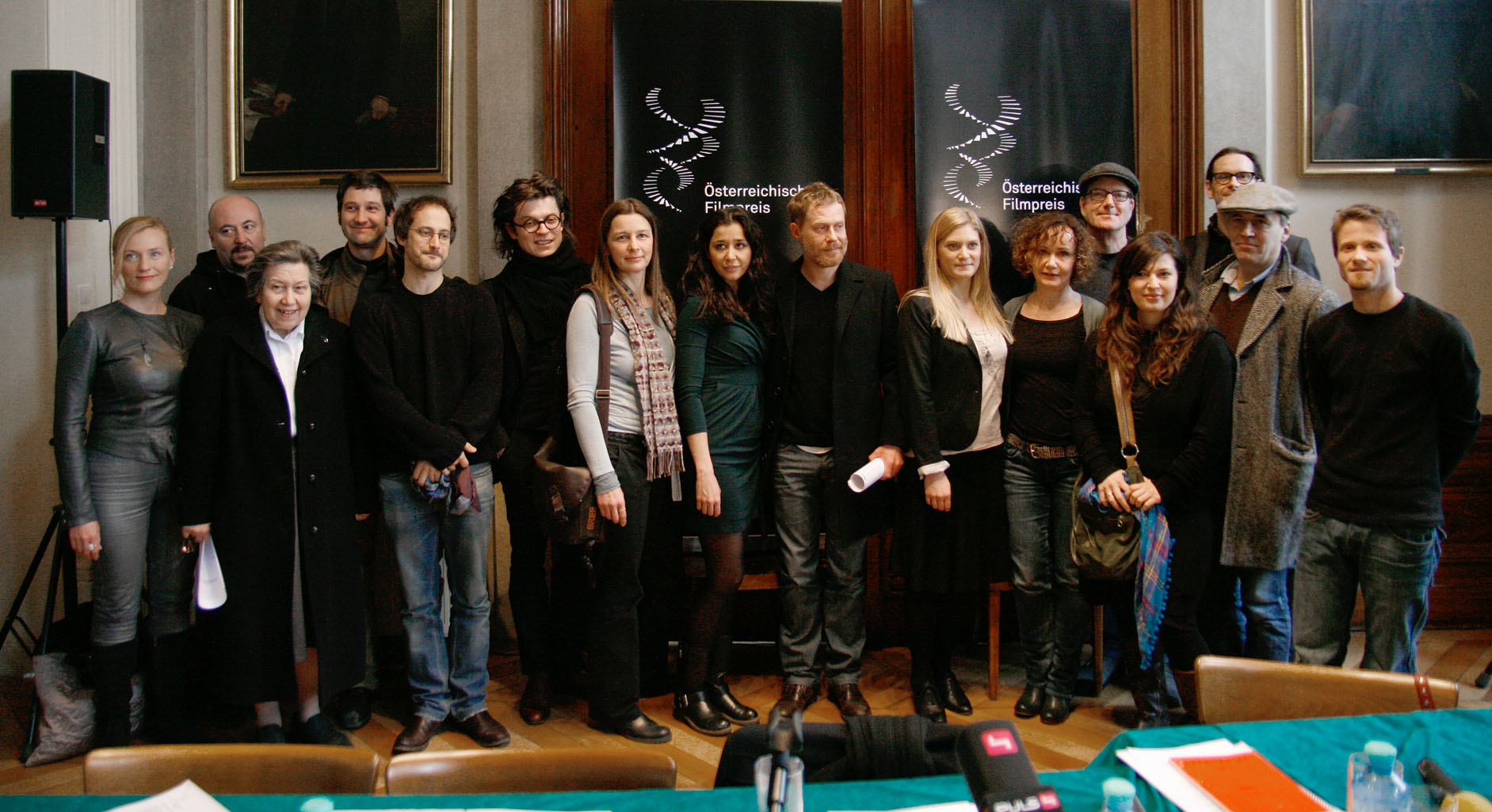
Einige Nominierte von 2011

Die erste Verleihung des Österreichischen Filmpreises, einer Auszeichnung der Akademie des Österreichischen Films, fand am 29. Jänner 2011 in Wien statt.

## Veranstaltungsort
Geplant war ursprünglich, die Verleihung im Rahmen einer festlichen Galaveranstaltung in den Malersälen des Wiener Arsenal durchzuführen. Die künstlerische Leitung sollte Stefan Ruzowitzky in Zusammenarbeit David Schalko übernehmen und der ORF die von Dirk Stermann und Christoph Grissemann moderierte Gala im Fernsehen übertragen. 
Im November 2010 wurde von Seiten der Akademie bekannt gegeben, dass die Gala, nicht aber die Preisverleihung im ersten Jahr entfallen wird, da eine Finanzierung durch Kürzungen im Budget der öffentlichen Hand nicht mehr möglich war. Somit fand die Verleihung während einer kleinen Feier im Wiener Odeon statt. Die Moderation der Gala übernahm Rupert Henning, Mitglied im Vorstand der Akademie.

## Einreichungen, Kriterien und Nominierungen
Eingereicht wurden insgesamt 41 Filme, davon 23 Dokumentarfilme. Sie waren berechtigt, nominiert zu werden, und die meisten waren zwischen dem 1. Oktober 2009 und dem 30. November 2010 in österreichischen Kinos zu sehen, wobei auch beteiligte Filmschaffende anwesend waren und zu Publikumsgesprächen zur Verfügung standen.
In den unten angeführten 13 Kategorien wurden danach jeweils drei Nominierte bestimmt. Damit ein Film nominiert werden konnte, mussten zumindest zwei dieser Kriterien zutreffen
- die Originalfassung des Films ist deutschsprachig
- der Regisseur kommt aus Österreich oder wohnt in Österreich
- der Produzent ist Österreicher oder wohnt in Österreich

Die Nominierungen wurden am 17. Dezember 2010 bekannt gegeben.

## Preisträger und Nominierte
| Meiste Preisträger   | Die unabsichtliche Entführung der Frau Elfriede Ott (3 Filmpreise) Der Räuber (3 Filmpreise) |
| Meiste Nominierungen | Der Räuber (7 Nominierungen)                                                                 |

### Bester Spielfilm
- Die unabsichtliche Entführung der Frau Elfriede Ott – Regie: Andreas Prochaska
  - Der Räuber – Regie: Benjamin Heisenberg
  - Lourdes – Regie: Jessica Hausner

### Bester Dokumentarfilm
- Bock for President – Regie: Houchang Allahyari und Tom-Dariusch Allahyari
  - Im Bazar der Geschlechter – Regie: Sudabeh Mortezai
  - Pianomania – Regie: Lilian Franck und Robert Cibis

### Beste weibliche Darstellerin
- Barbara Romaner für: Mahler auf der Couch
  - Dorka Gryllus für: Der Kameramörder
  - Magdalena Kronschläger für: Tag und Nacht

### Bester männlicher Darsteller
- Andreas Lust für: Der Räuber
  - Moritz Bleibtreu für: Jud Süß – Film ohne Gewissen
  - Tobias Moretti für: Jud Süß – Film ohne Gewissen

### Beste Regie
- Benjamin Heisenberg für: Der Räuber
  - Tizza Covi und Rainer Frimmel für: La Pivellina
  - Jessica Hausner für: Lourdes

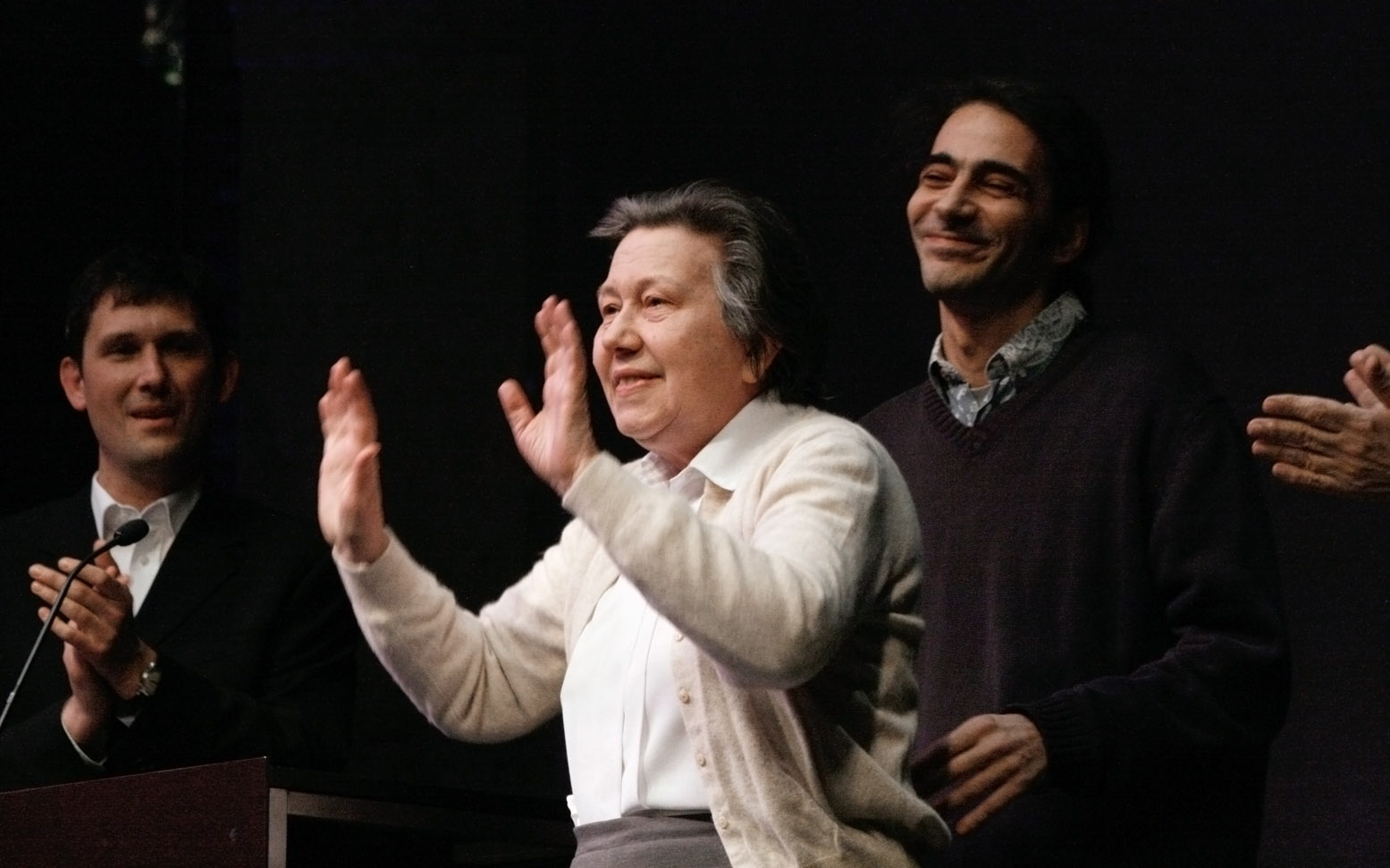
Ute Bock, Tom-Dariusch Allahyari
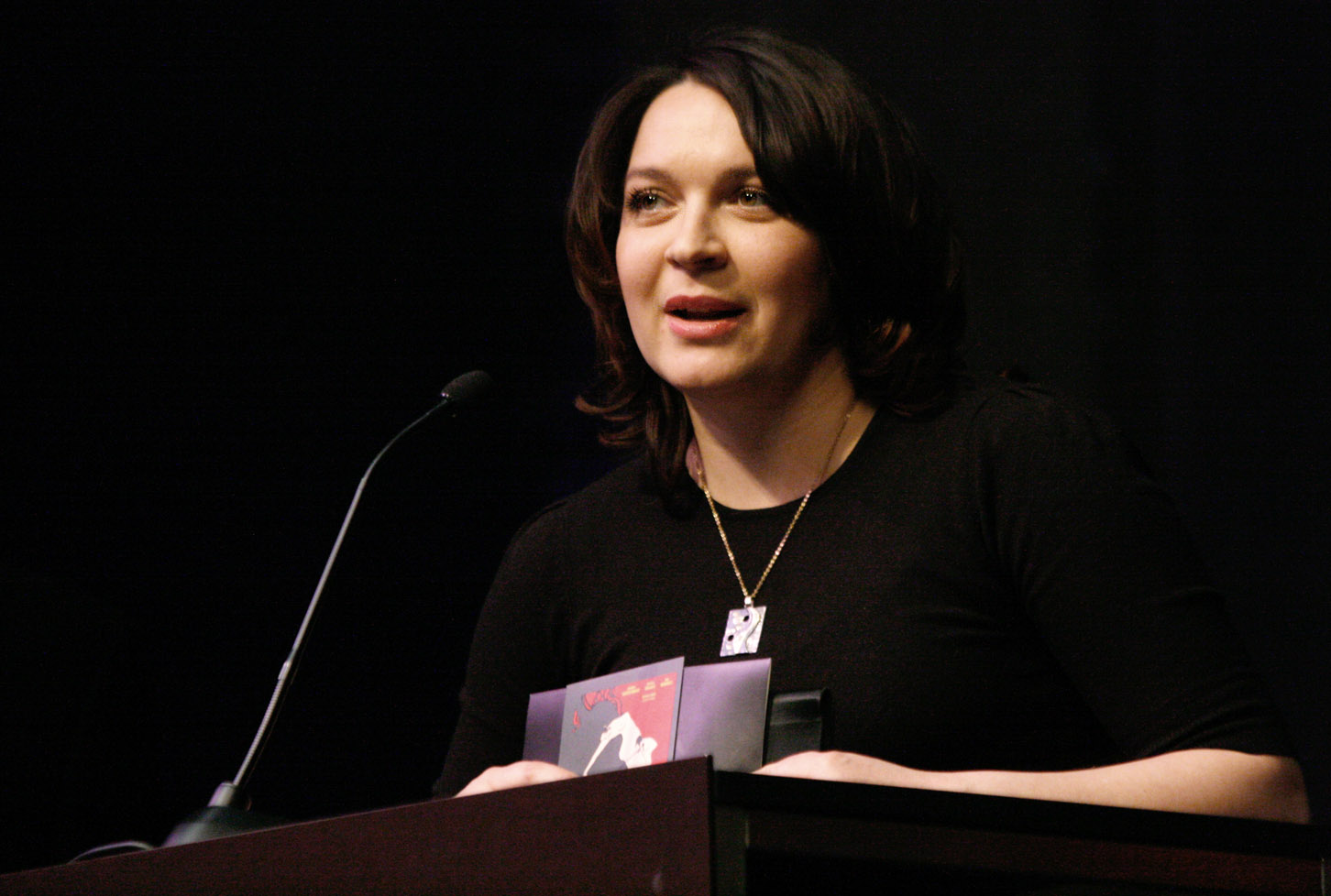
Barbara Romaner
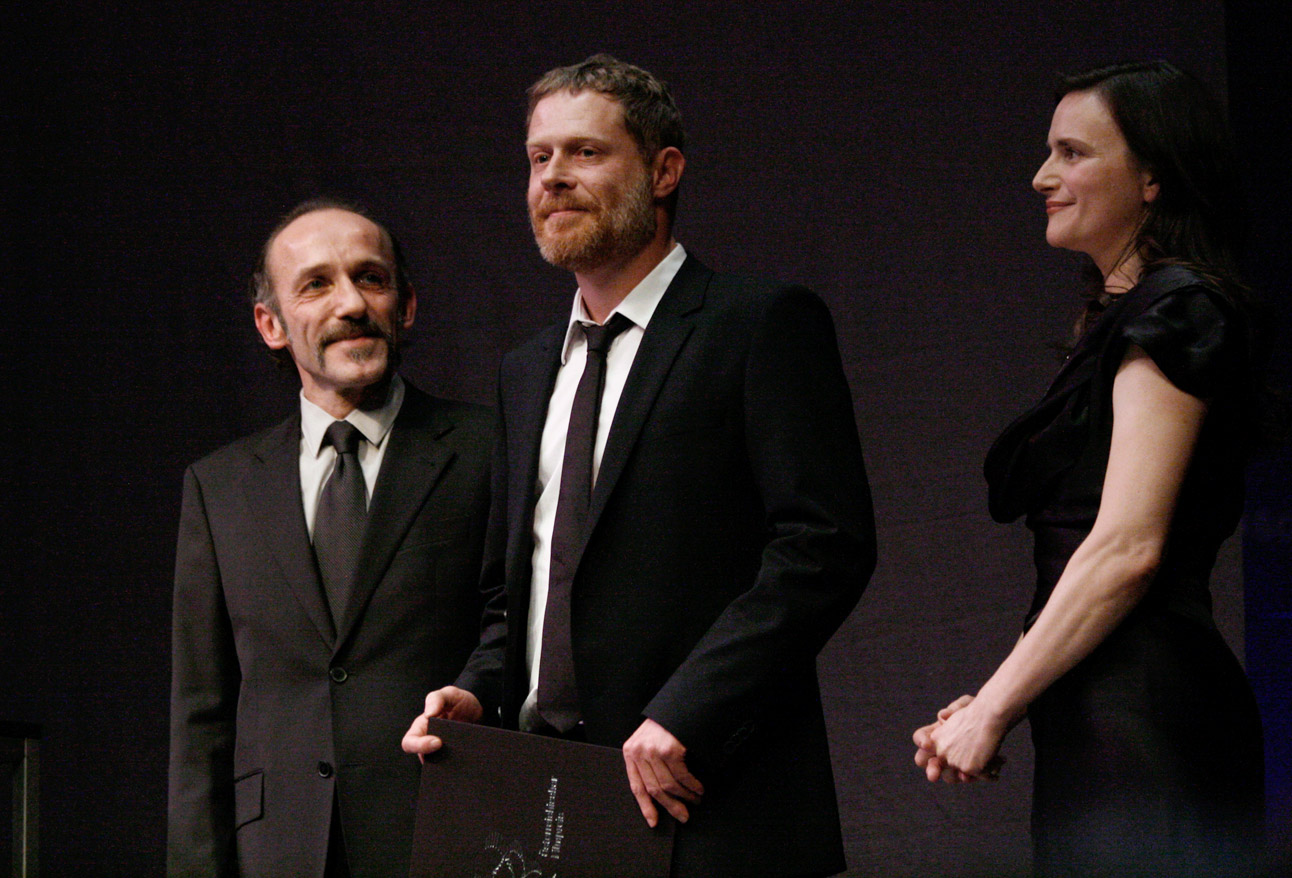
Andreas Lust
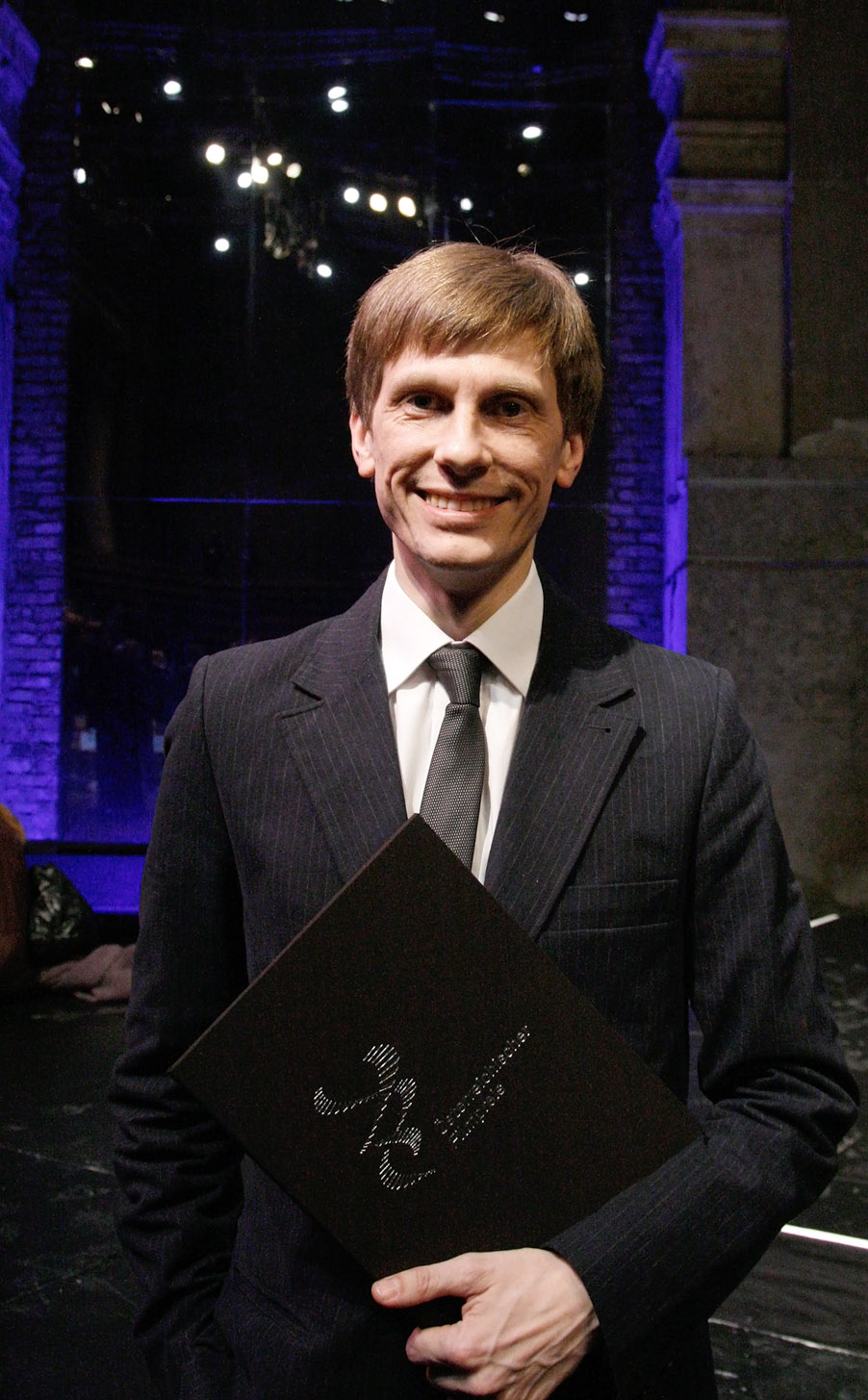
Benjamin Heisenberg

### Bestes Drehbuch
- Uwe Lubrich, Alfred Schwarzenberger, Michael Ostrowski und Andreas Prochaska für: Die unabsichtliche Entführung der Frau Elfriede Ott
  - Jessica Hausner für: Lourdes
  - Benjamin Heisenberg und Martin Prinz für: Der Räuber

### Beste Kamera
- Martin Gschlacht für: Women Without Men
  - Gerald Salmina, Günther Göberl, Peter Thompson, Franz Recktenwald und Michael Kelem für: Mount St. Elias
  - Reinhold Vorschneider für: Der Räuber

### Bestes Kostümbild
- Caterina Czepek für: Mahler auf der Couch
  - Martina List für: Das Vaterspiel
  - Thomas Oláh für: Women Without Men

### Beste Maske
- Björn Rehbein für: Jud Süß – Film ohne Gewissen
  - Sam Dopona für: Blutsfreundschaft
  - Heike Merker und Astrid Mariaschk für: Das Vaterspiel

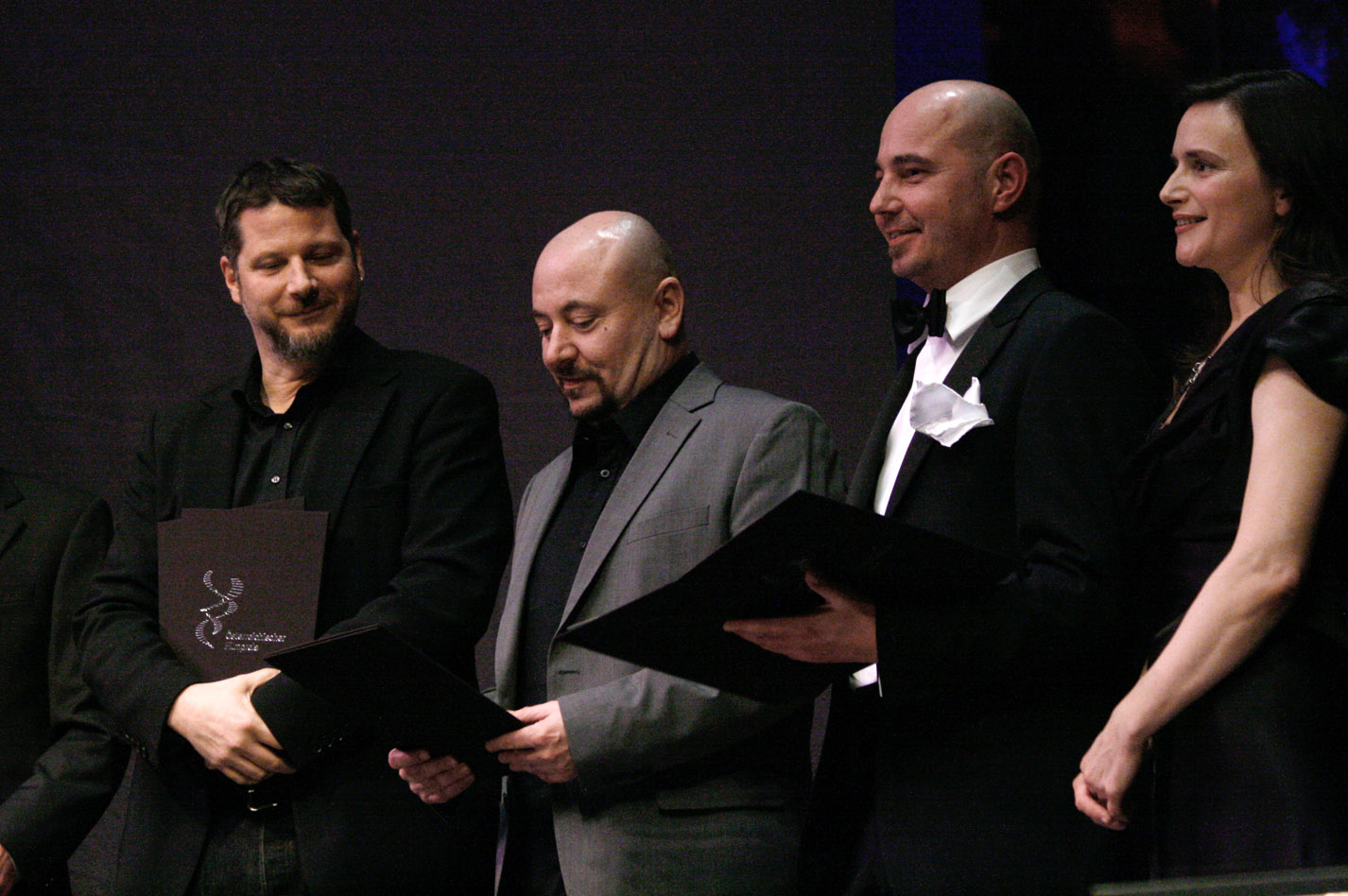
Uwe Lubrich, Alfred Schwarzenberger, Andreas Prochaska
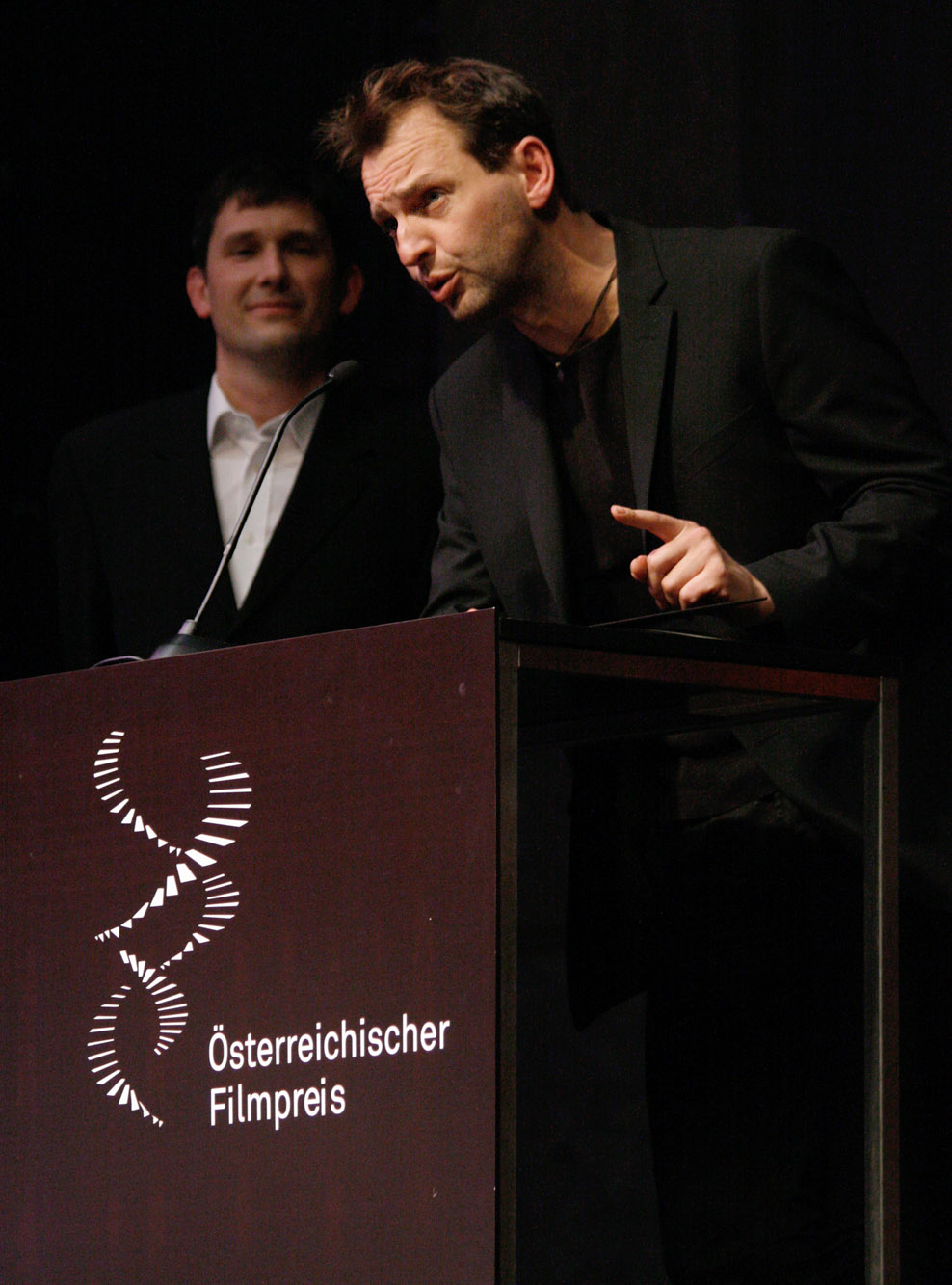
Martin Gschlacht
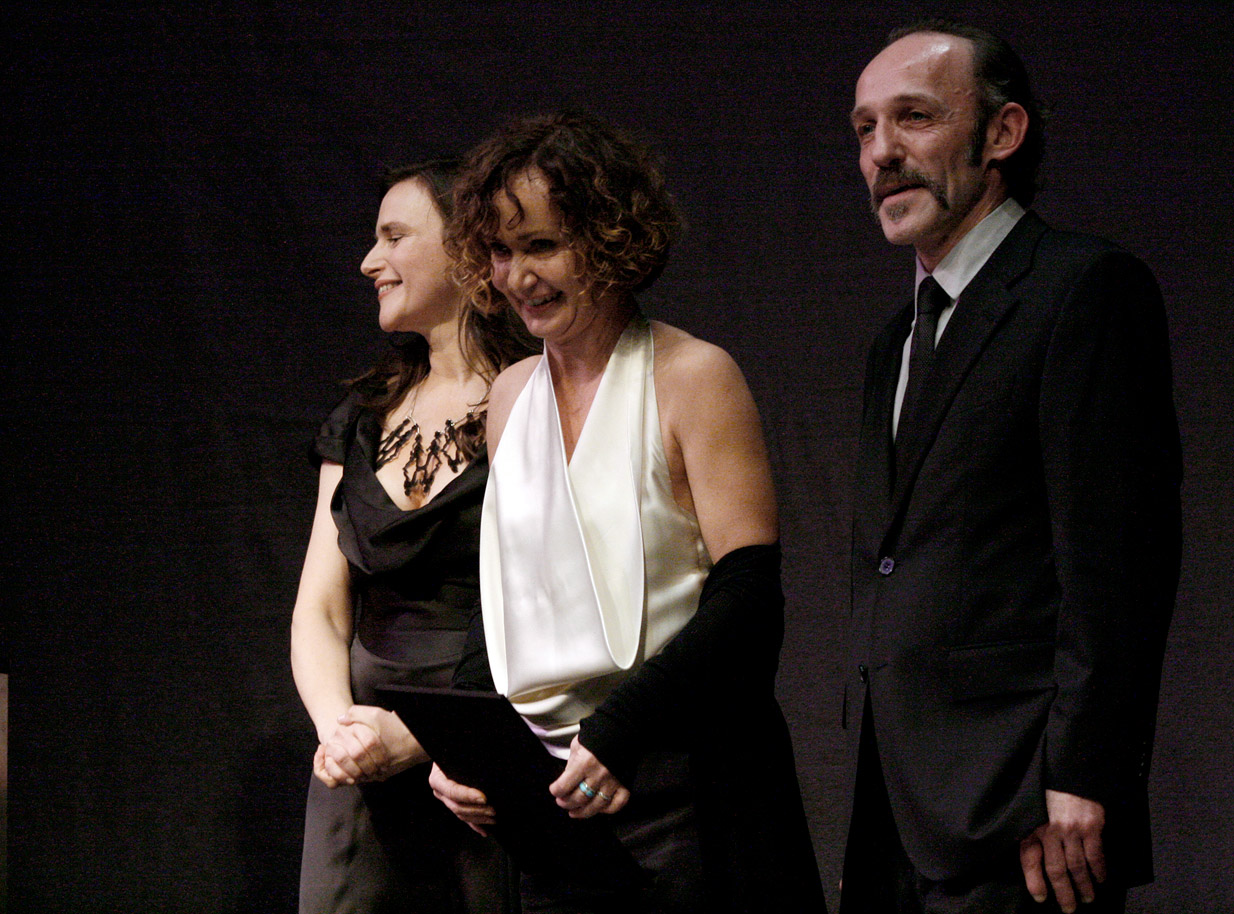
Caterina Czepek
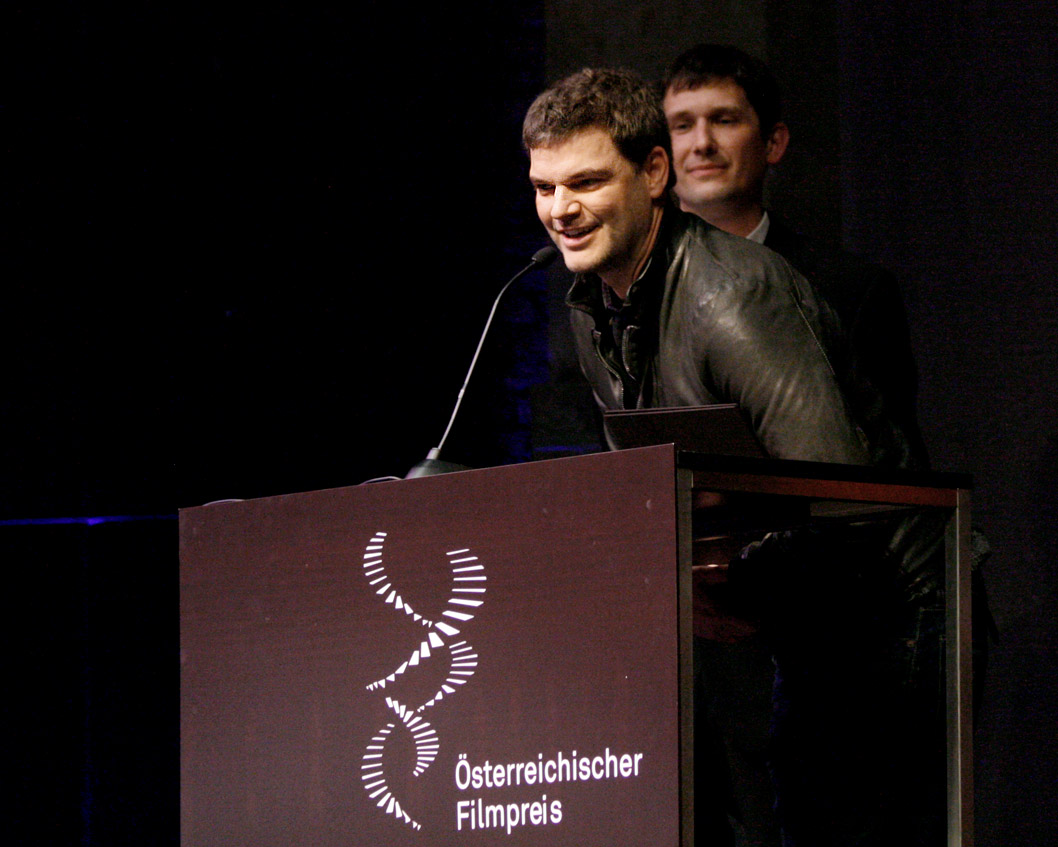
Björn Rehbein

### Beste Musik
- Kollegium Kalksburg für: Die unabsichtliche Entführung der Frau Elfriede Ott
  - Raimund Hepp für: Der Atem des Himmels
  - Olga Neuwirth für: Das Vaterspiel

### Bester Schnitt
- Karina Ressler für: Lourdes
  - Tizza Covi für: La Pivellina
  - Andrea Wagner und Benjamin Heisenberg für: Der Räuber

### Bestes Szenenbild
- Katharina Wöppermann für: Women Without Men
  - Csaba Stork für: Der Kameramörder
  - Isidor Wimmer für: Jud Süß – Film ohne Gewissen

### Beste Tongestaltung
- Marc Parisotto, Veronika Hlawatsch und Bernhard Maisch für: Der Räuber
  - Manfred Banach, Philipp Mosser und Bernhard Maisch für: 3faltig
  - Dietmar Zuson, Veronika Hlawatsch und Bernhard Maisch für: Tag und Nacht

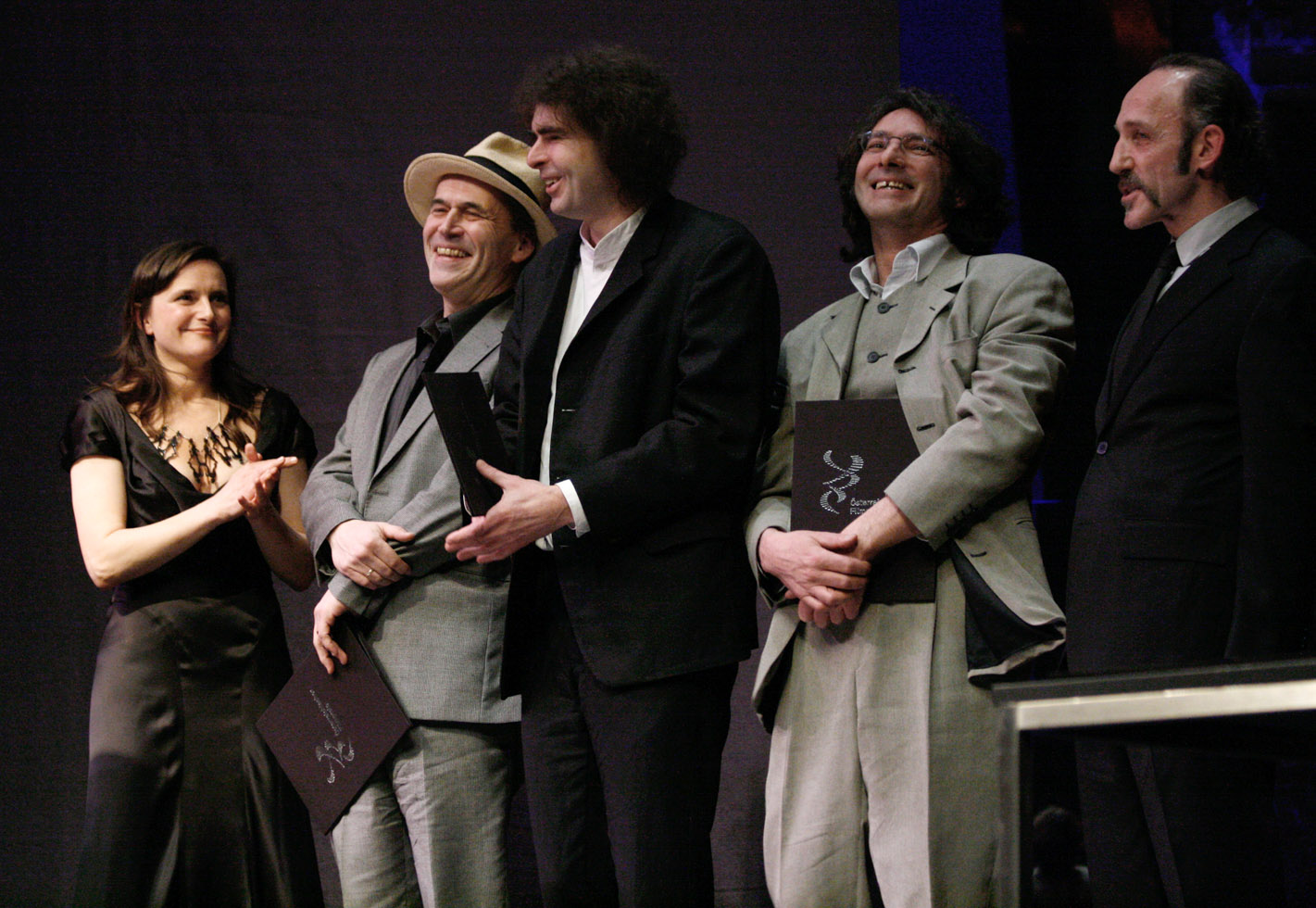
Kollegium Kalksburg
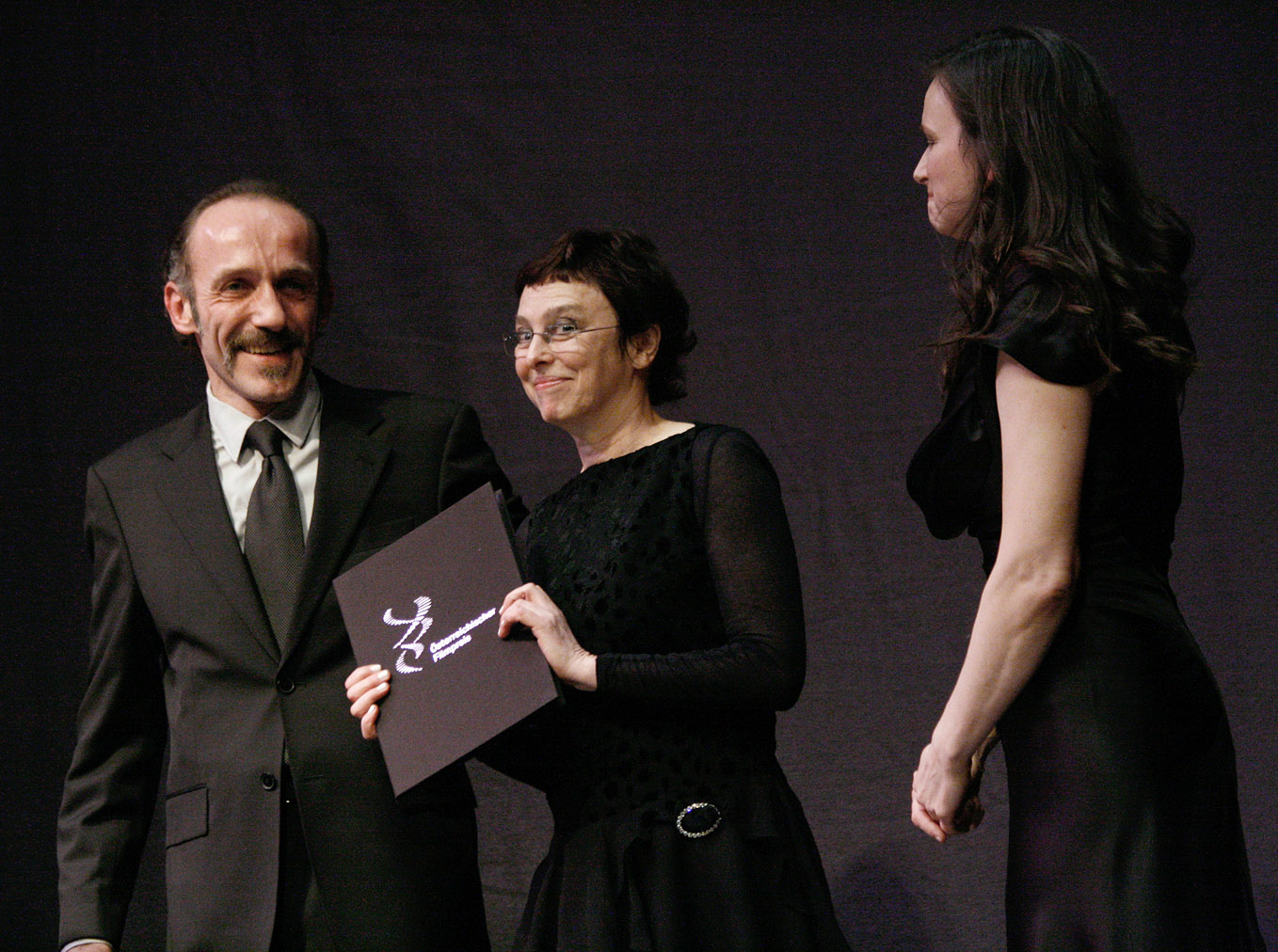
Karina Ressler
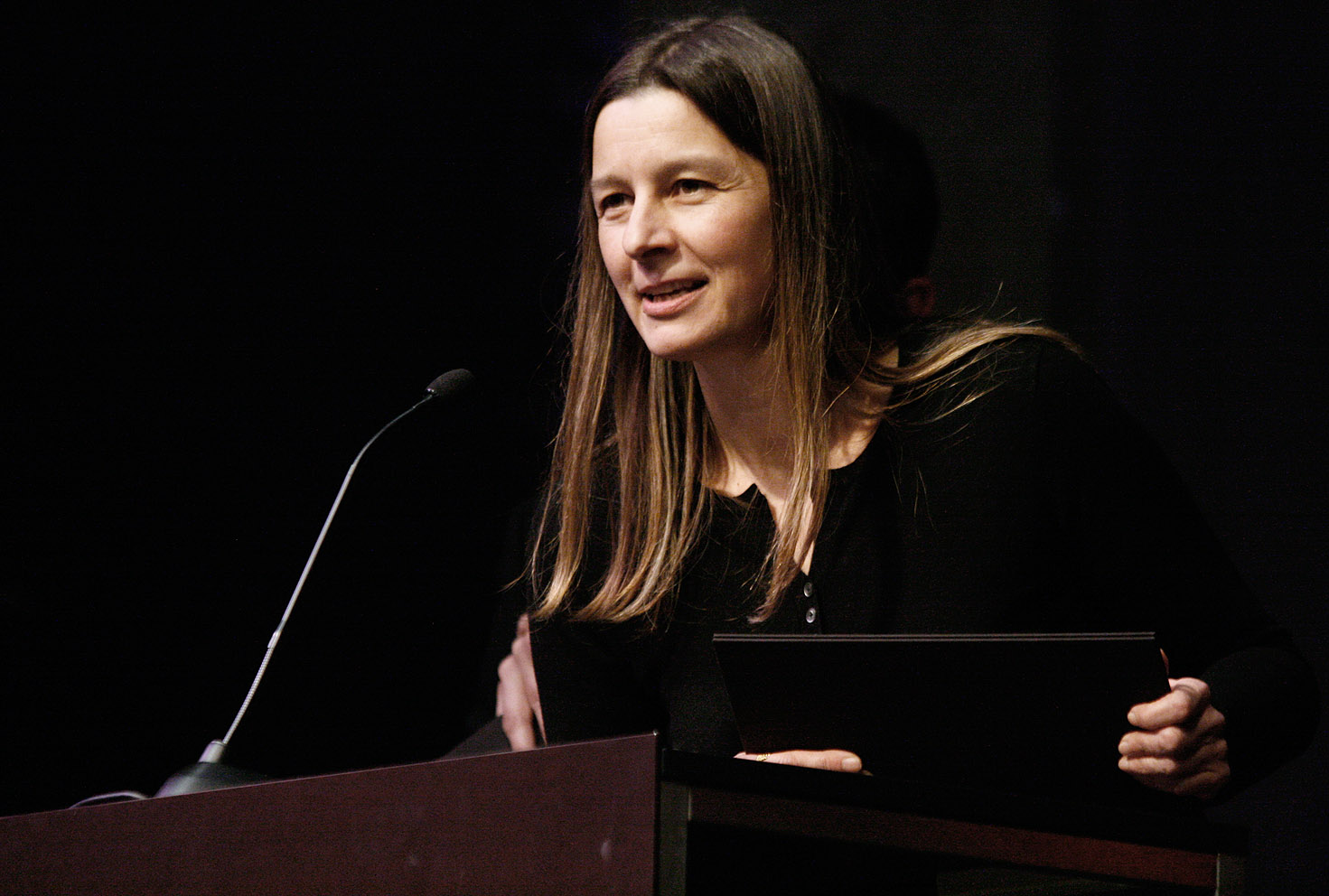
Katharina Wöppermann
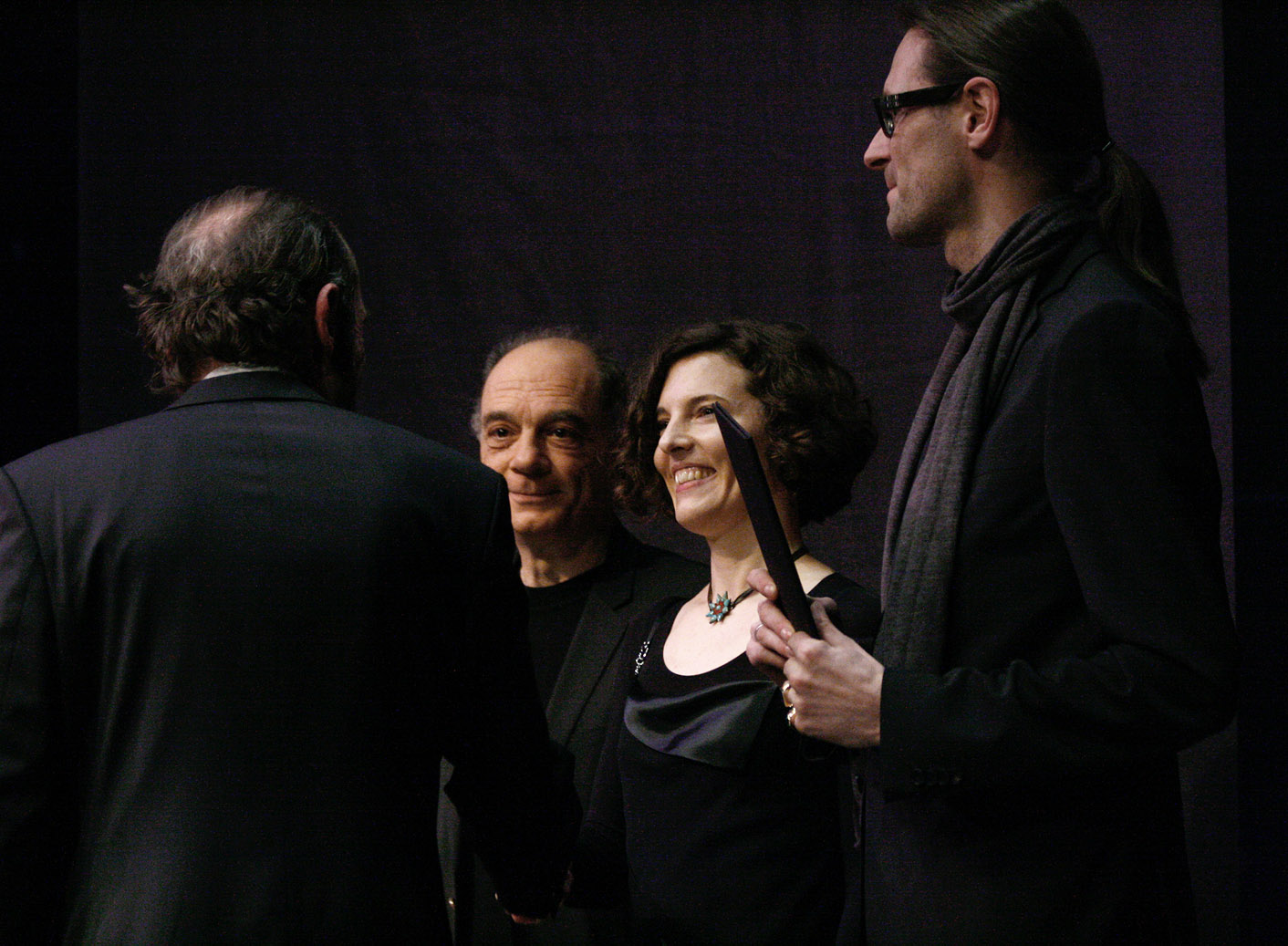
Veronika Hlawatsch, Marc Parisotto, Bernhard Maisch